# Elmsford (New York)
Elmsford est un village du comté de Westchester, dans l'État de New York, aux États-Unis,. En 2010, il compte une population de 4 664 habitants.

## Démographie
Lors du recensement de 2010, le village comptait une population de 4 664 habitants, tandis qu'en 2019, elle est estimée à 5 216 habitants.